# Зоруновац
Зоруновац је насеље у Србији у општини Књажевац у Зајечарском округу. Према попису из 1991. било је 246 становника. Према попису из 2002. било је 179 становника . Према попису из 2011. било је 246 становника. Процена је да ће у 2021. године село имати 60 становника.

## Познате личности из Зоруновца
- Градимир Миловановић српски математичар, редовни члан САНУ професор универзитета у пензији. Завршио основну школу у Зоруновцу, а гимназију у Књажевцу. Био професор и декан на Електронском факултету у Нишу и ректор Универзитета у Нишу.

## Демографија
У насељу Зоруновац живи 56 пунолетних становника, а просечна старост становништва износи 65,1 година (65,4 код мушкараца и 64,6 код жена). У насељу има 31 домаћинство, а просечан број чланова по домаћинству је 1,81.
Ово насеље је великим делом насељено Србима (према попису из 2002. године), а у последња три пописа, примећен је пад у броју становника.
|  |

| Демографија | Демографија | Демографија |
| Година      | Становника  | Становника  |
| ----------- | ----------- | ----------- |
| 1948.       | 603         |             |
| 1953.       | 614         |             |
| 1961.       | 539         |             |
| 1971.       | 435         |             |
| 1981.       | 340         |             |
| 1991.       | 246         | 242         |
| 2002.       | 179         | 181         |
| 2011.       | 144         |             |
| 2022.       | 56          |             |

| Етнички састав према попису из 2002.‍ | Етнички састав према попису из 2002.‍ | Етнички састав према попису из 2002.‍ | Етнички састав према попису из 2002.‍ | Етнички састав према попису из 2002.‍ |
| ------------------------------------ | ------------------------------------ | ------------------------------------ | ------------------------------------ | ------------------------------------ |
|                                      |                                      |                                      |                                      |                                      |
| Срби                                 | Срби                                 |                                      | 176                                  | 98,32%                               |
| непознато                            | непознато                            |                                      | 2                                    | 1,11%                                |

| Година пописа     | 1948. | 1953. | 1961. | 1971. | 1981. | 1991. | 2002. |
| ----------------- | ----- | ----- | ----- | ----- | ----- | ----- | ----- |
| Број домаћинстава | 122   | 117   | 113   | 105   | 95    | 81    | 58    |

| Број чланова      | 1  | 2  | 3 | 4 | 5 | 6 | 7 | 8 | 9 | 10 и више | Просек |
| ----------------- | -- | -- | - | - | - | - | - | - | - | --------- | ------ |
| Број домаћинстава | 10 | 25 | 5 | 6 | 4 | 0 | 4 | 4 | 0 | 0         | 3,09   |

| Пол    | Укупно | Неожењен/Неудата | Ожењен/Удата | Удовац/Удовица | Разведен/Разведена | Непознато |
| ------ | ------ | ---------------- | ------------ | -------------- | ------------------ | --------- |
| Мушки  | 78     | 7                | 62           | 6              | 2                  | 1         |
| Женски | 84     | 5                | 60           | 13             | 5                  | 1         |
| УКУПНО | 162    | 12               | 122          | 19             | 7                  | 2         |

| Пол    | Укупно                    | Пољопривреда, лов и шумарство | Рибарство                            | Вађење руде и камена | Прерађивачка индустрија       |
| ------ | ------------------------- | ----------------------------- | ------------------------------------ | -------------------- | ----------------------------- |
| Мушки  | 33                        | 19                            | 0                                    | 1                    | 5                             |
| Женски | 16                        | 13                            | 0                                    | 0                    | 1                             |
| УКУПНО | 49                        | 32                            | 0                                    | 1                    | 6                             |
| Пол    | Производња и снабдевање   | Грађевинарство                | Трговина                             | Хотели и ресторани   | Саобраћај, складиштење и везе |
| Мушки  | 1                         | 2                             | 1                                    | 0                    | 1                             |
| Женски | 0                         | 0                             | 0                                    | 0                    | 0                             |
| УКУПНО | 1                         | 2                             | 1                                    | 0                    | 1                             |
| Пол    | Финансијско посредовање   | Некретнине                    | Државна управа и одбрана             | Образовање           | Здравствени и социјални рад   |
| Мушки  | 0                         | 0                             | 1                                    | 0                    | 1                             |
| Женски | 0                         | 0                             | 0                                    | 1                    | 1                             |
| УКУПНО | 0                         | 0                             | 1                                    | 1                    | 2                             |
| Пол    | Остале услужне активности | Приватна домаћинства          | Екстериторијалне организације и тела | Непознато            | Непознато                     |
| Мушки  | 1                         | 0                             | 0                                    | 0                    | 0                             |
| Женски | 0                         | 0                             | 0                                    | 0                    | 0                             |
| УКУПНО | 1                         | 0                             | 0                                    | 0                    | 0                             |